# Bodil Jørgensen
Bodil Jørgensen(3 de març de 1961) es una actriu de cine i televisió danesa. Ha aparegut a 40 pel·lícules des de 1992. Entre elles va protagonitzar The Idiots, que va participar al Festival Internacional de Cinema de Canes de 1998. A Catalunya, és coneguda per la serie Hotel Voramar, emesa per TV3, on interpreta la Molly, la propietària de l'hotel .

## Filmografia
- Planetens spejle (1992) - Videnskabskvinden (científica)
- Russian Pizza Blues (1992)
- Alletiders nisse (1995, TV Series) - Bibliotekar
- Kun en pige (1995) - Gudrun
- Sunes familie (1997) - Sygeplejerske
- Nonnebørn (1997) - Søster Augustina / germana Augustina
- Strisser på Samsø (1997–1998, Sèrie de televisió) - Bodega-Bodil
- Idioterne (1998) - Karen
- Klinkevals (1999) - Josephine
- Juliane (2000) - Josephine
- Fruen på Hamre (2000) - Bente
- Send mere slik (2001) - Lissi Grise Knud
- At klappe med een hånd (2001) - Enke
- De Grønne Slagtere (2003) - Tina
- Jesus & Josefine (2003, Sèrie de televisió) - Jytte
- Silkevejen (2004) - Ellen -amiga de la Christine i Colleague
- Krøniken (2004–2006, Sèrie de televisió) - Astrid Nørregaard
- Anklaget (2005) - Skolepsykolog
- Voksne mennesker (2005) - Gunvor
- Jul i Valhal (2005, Sèrie de televisió) - Sif
- Der var engang en dreng (2006) - Karin fra kommunen
- Hjemve (2007) - Myrtle
- De unge år (2007) - Katrine Bonfils
- Til døden os skiller (2007) - Nurse
- Frode og alle de andre rødder (2008) - Fru Rask
- Album (2008, TV Series) - Musse Rolsted
- Terribly Happy (2008) - Bartender
- Troubled Water (2008) - Dansk Kone
- Se min kjole (2009) - Mor
- Winnie og Karina - The Movie (2009) - Gerda
- Oldboys (2009) - Bente
- Karla og Jonas (2010) - Kattedame
- In a Better World (2010) - Rektor
- Nothing's All Bad (2010) - Ingeborg
- Jensen & Jensen (2011) - Fru Jensen (veu)
- Ronal the Barbarian (2011) - Bar Fairy (veu)
- This Life (2012) - Gudrun Fiil
- Gummi T (2012) - Fru Helmer / Gammel Dame (veu)
- Den skaldede frisør (2012) - Vibe
- Otto the Rhino (2013) - Fru Flora (veu)
- Hotel Voramar (Badehotellet, 2013-2021, Sèrie de televisió) - Molly Andersen
- Far til fire - Onkel Sofus vender tilbage (2014) - Fru Sejersen
- A Second Chance (2014) - Retsmediciner
- Serena (2014) - Mrs. Sloan
- All Inclusive (2014) - Lise
- Men & Chicken (2015) - Ellen
- People Get Eaten (2015) - Ingelise
- Albert (2015) - Tahira (voice)
- Parents (2016) - Vibeke / mother
- Den magiske juleæske (2016) - Inger (voice)
- Aldrig mere i morgen (2017) - Englen
- Vitello (2018) - Georgine Dame (voice)
- Kollision (2019) - Elin
- De forbandede år (2020) - Eva Skov
- Hvor kragerne vender (2021) - Jane